# Hermann Schmidt-Kaler
Hermann Schmidt-Kaler (* 21. Juni 1933 in Schweinfurt; † 10. Oktober 2015) war ein deutscher Geologe.
Er erhielt im Jahr 1959 sein Diplom als Geologe und wurde zwei Jahre später an der Universität Erlangen promoviert. Er war ab 1962 an der Bundesanstalt für Bodenforschung in Hannover tätig, für die er u. a. in Bolivien forschte, und ab 1965 beim Bayerischen Geologischen Landesamt. Anfang der 1970er Jahre war er dort Regierungsrat.
Er schrieb mehrere geologische Wanderführer und ist Spezialist für den Jura. Er befasste sich auch mit dem Nördlinger Ries.

## Veröffentlichungen (Auswahl)
Reihe Wanderungen in die Erdgeschichte im Pfeil Verlag, München:
- mit Rolf K. F. Meyer, Helmut Tischlinger: Treuchtlingen, Solnhofen, Mörnsheim, Dollnstein, Band 1, 1991
- mit Rolf K. F. Meyer, Helmut Tischlinger: Durchs Urdonautal nach Eichstätt, Band 2, 1991
- mit Rolf K. F. Meyer, Helmut Tischlinger: Vom Neuen Fränkischen Seenland zum Hahnenkamm und Hesselberg, Band 3, 1991
- mit Rolf K. F. Meyer, Helmut Tischlinger, Winfried Werner: Sulzkirchen und Sengenthal – zwei berühmte Fossilfundstellen am Rande der Frankenalb, Band 4, 1992
- mit Rolf K. F. Meyer, Helmut Tischlinger: Durch die fränkische Schweiz, Band 5, 1992
- mit Rolf K. F. Meyer, Helmut Tischlinger: Unteres Altmühltal und Weltenburger Enge, Band 6, 1994
- mit Rolf K. F. Meyer, Helmut Tischlinger: Rund um Regensburg, Band 7, 1995
- mit Rolf K. F. Meyer, Helmut Tischlinger: Auf den Spuren der Eiszeit südlich von München – östlicher Teil, Band 8, 1997, 2002, 2018
- mit Rolf K. F. Meyer, Helmut Tischlinger: Auf den Spuren der Eiszeit südlich von München – westlicher Teil, Band 9, 1997, 2002, 2018
- mit Rudolf Hüttner, Rolf K. F. Meyer, Helmut Tischlinger: Meteoritenkrater Nördlinger Ries, Band 10, 1999, 2003
- mit Brigitte Kaulich, Rolf K. F. Meyer, Helmut Tischlinger: Von Nürnberg durch die Pegnitz – Alb zur Bayerischen Eisenstraße, Band 11, 2000
- mit Matthias Mäuser, Wolfgang Schirmer: Obermain – Alb und Oberfränkisches Bruchschollenland, Band 12, 2002
- mit Matthias Reimann: Der Steigerwald und sein Vorland, Band 13, 2002
- mit Rolf K. F. Meyer, Helmut Tischlinger: Von der Frankenhöhe zum Fränkischen Seenland, Band 14, 2003
- mit Rolf K. F. Meyer, Brigitte Kaulich, Helmut Tischlinger, Walter Wells: Das Walberla – Ein Weißjura-Zeugenberg vor der Frankenalb, Band 15, 2004
- mit Kurt Kment, Rolf K. F. Meyer, Helmut Tischlinger: Von Bad Tölz zur Isarquelle, Band 16, 2004
- mit Sebastian Ulrich, Thomas Suhr, Rolf K. F. Meyer, Helmut Tischlinger: Niederlausitz – Die Senftenberger Seenplatte, Band 17, 2004
- mit Wilfried Rosendahl, Rolf K. F. Meyer, Helmut Tischlinger: Schwäbische Alb, Band 18, 2008
- mit Fritz J. Krüger, Rolf K. F. Meyer, Helmut Tischlinger: Braunschweiger Land, Band 19, 2006
- mit Gerd Geyer: Die Haßberge und ihr Vorland, Band 20, 2006
- mit Gerd Geyer: Coburger Land und Heldburger Gangschar, Band 21, 2006
- mit Thomas Hofmann, Rolf K. F. Meyer, Helmut Tischlinger: Wien, Niederösterreich, Burgenland, Band 22, 2007
- mit Gerd Geyer: Den Main entlang durch das Fränkische Schichtstufenland, Band 23, 2008
- mit Almut Kuplitz, Rolf K. F. Meyer, Helmut Tischlinger: Der Muskauer Faltenbogen, Band 24, 2009
- mit Matthias Grupp, Anton Hegele,  Rolf K. F. Meyer, Helmut Tischlinger: Stauferkreis Göppingen, Band 25, 2009
- mit Robert Darga, Rolf K. F. Meyer, Helmut Tischlinger:  Auf den Spuren des Inn-Chiemsee-Gletschers, Band 26, 2009 (Band 27 ist Kartenbeilage dazu)
- mit Hartmut Knappe, Rolf K. F. Meyer, Helmut Tischlinger: Wackersteine, Wald und Wüste : unterwegs im Harz, Band 28, 2011
- mit Rolf K. F. Meyer, Helmut Tischlinger: Entlang der Oberen Donau : vom Schwarzwald durch die Schwäbische Alb bis Ulm, Band 29, 2011
- mit Monika Huch, Frank Tessensohn, Rolf K. F. Meyer, Helmut Tischlinger: Mallorca, Band 30, 2013

Sonstiges:
- mit Rolf K. F. Meyer: Erdgeschichte sichtbar gemacht. Ein geologischer Führer durch die Altmühlalb, Bayerische Geologische Landesanstalt München 1983
- mit Rolf K. F. Meyer: Paläogeographischer Atlas des süddeutschen Oberjura (Malm), Geologisches Jahrbuch, Band 115, 1989
- mit Rolf K. F. Meyer: Fazieswandel und Probleme der Stratigraphie im Obermalm (Tithon) zwischen Solnhofen und Neuburg/D. (Bayern), Erlanger Geologische Abhandlungen 123, 1995
- Zur Ammonitenfauna und Stratigraphie des Malm Alpha und Beta in der Südlichen und Mittleren Frankenalb, Erlanger Geolog. Abh. 43, 1962
- Stratigraphische und tektonische Untersuchungen im Malm des nordöstlichen Ries-Rahmens: nebst Parallelisierung des Malm Alpha bis Delta der Südlichen Frankenalb über das Riesgebiet mit der schwäbischen Ostalb, Erlanger Geolog. Abh. 44, 1962
- mit Karl Ernst Quentin: Die Heil- und Mineralquellen Nordbayerns, Geologica Bavarica, 62, 1970
- mit Rolf K. F. Meyer: Paläogeographie und Schwammriffentwicklung des süddeutschen Malm – ein Überblick, Facies, Band 23, 1990, 175-184
- mit Johann Rietzler, Max Urlichs: Der Lias in neuen Kernbohrungen unter der südöstlichen Frankenalb, Geologisches Jahrbuch, Band 84, 1985
- mit Joachim Homilius, Siegfried Plaumann: Ein Profil vom Riesrand südlich Wemding in das östliche Vorries nach geoelektrischen Tiefensondierungen, Geologisches Jahrbuch, 14, 1979
- mit Edward C. T. Chao; Rudolf Hüttner:  Aufschlüsse im Ries-Meteoriten-Krater : Beschreibung, Fotodokumentation und Interpretation, Bayr. Geolog. Landesamt 1992
- mit Ekkehard Preuss: Das Ries, Bayr. Geolog. Landesamt 1969
- Exkursionsführer zur Geologischen Übersichtskarte des Rieses 1:100.000, Bayr. Geolog. Landesamt 1970
- mit Rudolf Hüttner: Die geologische Karte des Rieses 1:50000 : Erläuterungen zu Erdgeschichte, Bau und Entstehung des Kraters sowie zu den Impaktgesteinen, Bayr. Geolog. Landesamt, 2. Auflage 1999 (Geologica Bavarica, 104: 7-76)
- Geologische Übersichtskarte 1:100.000 des Meteoritenkraters Nördlinger Ries : mit Kurzerläuterungen, Bayr. Geolog. Landesamt 2004

Von ihm stammen verschiedene Geologische Karten, so die des Altmühltals, 1: 100.000 (1979) und diverse 1: 25.000 (wie Treuchtlingen, Altdorf, Neustadt a. d. Donau).